# Jonas Brothers World Tour 2009
A Jonas Brothers World Tour 2009 foi a sexta turnê dos Jonas Brothers, e a terceira de que participaram como artistas princiapis. Começou em 18 de maio de 2009 e terminou em 13 de dezembro do mesmo ano. 

## Show de Abertura
- Valerius   (Noruega)
- Banda Cine  (Brasil)
- Bocatabú  (República Dominicana)
- Marilanne  (Venezuela)[2]
- Margarita Perez  (Panamá)[2]
- Tuxido  (América do Norte)[2]
- Demi Lovato  (América do Sul, Europa)
- Everlife  (Nashville)
- Honor Society  (América do Norte)
- Jessie James  (América do Norte)
- Jordin Sparks  (América do Norte, América do Sul, México)
- McFly  (Londres)
- Miley Cyrus  (Dallas)
- Wonder Girls  (América do Norte)
- Girls Can't Catch  (Reino Unido)
- Jacopo Sarno  (Itália)

## Setlist
Intro
1. Paranoid
2. That´s Just the Way we Roll
3. Poison Ivy
4. Hold On
5. Play My Music

Singles Ladies Joe's Video Interlude
1. Black Keys
2. Much Better
3. Turn Right
4. Year 3000
5. Sorry
6. When You Look Me in the Eyes

Bounce Video Interlude
1. Tonight
2. Video Girl
3. BB Good
4. Gotta Find You
5. This Is Me feat. Demi Lovato

Rain Music Video Interlude
1. Fly With Me
2. A Little Bit Longer
3. World War III
4. Goodnight and Goodbye / Pushin' Me Away
5. Love Is On it's Way
6. Before The Storm
7. Lovebug

Jonas Brothers Encore
1. SOS
2. Burnin' Up

## DVD
Há rumores de que o DVD, que foi filmado todo em HD em Dallas Stadium no Texas, e será lançando no inverno de 2010 nos Estados Unidos. E no Brasil , só no começo do ano de 2011.

### Performances
Intro
1. Paranoid
2. That´s Just the Way we Roll
3. Poison Ivy
4. Hold On
5. Play My Music

Singles Ladies Joe's Video Interlude
1. A Little Bit Longer
2. When You Look Me in the Eyes
3. Black Keys
4. Much Better
5. Turn Right
6. Year 3000

Bounce Video Interlude
1. Tonight
2. Video Girl
3. BB Good
4. Gotta Find You
5. This Is Me feat. Demi Lovato

Rain Music Video Interlude
1. Fly With Me
2. World War III
3. Goodnight and Goodbye / Pushin' Me Away
4. Love Is On it's Way
5. Before The Storm feat. Miley Cyrus
6. Lovebug

Jonas Brothers Encore
1. SOS
2. Burnin' Up

## Datas
Jonas Brothers World Tour 2009
| Data                  | Cidade              | País                 | Local                                       |                 |
| --------------------- | ------------------- | -------------------- | ------------------------------------------- | --------------- |
| América do Sul Pt.1   |                     |                      |                                             |                 |
| 18 de Maio, 2009      | Lima                | Peru                 | Estadio Nacional                            |                 |
| 19 de Maio, 2009      | Lima                | Peru                 | Estadio Nacional                            |                 |
| 20 de Maio, 2009      | Santiago            | Chile                | Club Hipico de Santiago                     |                 |
| 21 de Maio, 2009      | Buenos Aires        | Argentina            | River Plate Stadium                         |                 |
| 23 de Maio, 2009      | Rio de Janeiro      | Brasil               | Praça da Apoteose                           |                 |
| 24 de Maio, 2009      | São Paulo           | Brasil               | Morumbi Stadium                             |                 |
| Europa Pt.1           |                     |                      |                                             |                 |
| 13 de Junho, 2009     | Madrid              | Espanha              | Palacio de Deportes                         |                 |
| 14 de Junho, 2009     | Paris               | França               | Le Zenith                                   |                 |
| 15 de Junho, 2009     | London              | England              | Wembley Arena                               |                 |
| América do Norte      |                     |                      |                                             |                 |
| 20 de Junho, 2009     | Dallas              | United States        | Cowboys Stadium                             | Gravação do DVD |
| 22 de Junho, 2009     | Tulsa               | United States        | BOK Center                                  |                 |
| 24 de Junho, 2009     | Denver              | United States        | Pepsi Center                                |                 |
| 26 de Junho, 2009     | Nampa               | United States        | Idaho Center                                |                 |
| 27 de Junho, 2009     | Portland            | United States        | Rose Garden                                 |                 |
| 28 de Junho, 2009     | Tacoma              | United States        | Tacoma Dome                                 |                 |
| 29 de Junho, 2009     | Vancouver           | Canada               | General Motors Place                        |                 |
| 30 de Junho, 2009     | Vancouver           | Canada               | General Motors Place                        |                 |
| 2 de Julho, 2009      | Edmonton            | Canada               | Rexall Place                                |                 |
| 4 de Julho, 2009      | Salt Lake City      | United States        | Stadium of Fire                             |                 |
| 5 de Julho, 2009      | Winnipeg            | Canada               | MTS Centre                                  |                 |
| 7 de Julho, 2009      | Omaha               | United States        | Qwest Center                                |                 |
| 8 de Julho, 2009      | Minneapolis         | United States        | Target Center                               |                 |
| 9 de Julho, 2009      | Milwaukee           | United States        | Bradley Center                              |                 |
| 10 de Julho, 2009     | Rosemont            | United States        | Allstate Arena                              |                 |
| 11 de Julho, 2009     | Rosemont            | United States        | Allstate Arena                              |                 |
| 13 de Julho, 2009     | Washington, DC      | United States        | Verizon Center                              |                 |
| 14 de Julho, 2009     | East Rutherford     | United States        | Izod Center                                 |                 |
| 15 de Julho, 2009     | East Rutherford     | United States        | Izod Center                                 |                 |
| 17 de Julho, 2009     | Boston              | United States        | TD Garden                                   |                 |
| 18 de Julho, 2009     | Boston              | United States        | TD Garden                                   |                 |
| 19 de Julho, 2009     | Uniondale           | United States        | Nassau Coliseum                             |                 |
| 20 de Julho, 2009     | Uniondale           | United States        | Nassau Coliseum                             |                 |
| 21 de Julho, 2009     | Uniondale           | United States        | Nassau Coliseum                             |                 |
| 23 de Julho, 2009     | Philadelphia        | United States        | Wachovia Center                             |                 |
| 24 de Julho, 2009     | Philadelphia        | United States        | Wachovia Center                             |                 |
| 25 de Julho, 2009     | Pittsburgh          | United States        | Mellon Arena                                |                 |
| 26 de Julho, 2009     | Detroit             | United States        | The Palace of Auburn Hills                  |                 |
| 28 de Julho, 2009     | St. Louis           | United States        | Scottrade Center                            |                 |
| 29 de Julho, 2009     | Kansas City         | United States        | Sprint Center                               |                 |
| 31 de Julho, 2009     | Monterrey           | México               | Arena Monterrey                             |                 |
| 1 de Agosto, 2009     | Las Vegas           | United States        | Mandalay Bay Events Center                  |                 |
| 3 de Agosto, 2009     | San Jose            | United States        | HP Pavilion at San Jose                     |                 |
| 4 de Agosto, 2009     | Sacramento          | United States        | ARCO Arena                                  |                 |
| 5 de Agosto, 2009     | Fresno              | United States        | Save Mart Center                            |                 |
| 7 de Agosto, 2009     | Los Angeles         | United States        | Staples Center                              |                 |
| 8 de Agosto, 2009     | Los Angeles         | United States        | Staples Center                              |                 |
| 9 de Agosto, 2009     | Los Angeles         | United States        | Staples Center                              |                 |
| 11 de Agosto, 2009    | Phoenix             | United States        | Jobing.com Arena                            |                 |
| 13 de Agosto, 2009    | San Antonio         | United States        | AT&T Center                                 |                 |
| 14 de Agosto, 2009    | Houston             | United States        | Toyota Center                               |                 |
| 15 de Agosto, 2009    | New Orleans         | United States        | New Orleans Arena                           |                 |
| 16 de Agosto, 2009    | Birmingham          | United States        | BJCC                                        |                 |
| 18 de Agosto, 2009    | Tampa               | United States        | St. Pete Times Forum                        |                 |
| 19 de Agosto, 2009    | Ft. Lauderdale      | United States        | Bank Atlantic Center                        |                 |
| 21 de Agosto, 2009    | Charlotte           | United States        | Time Warner Cable Arena                     |                 |
| 22 de Agosto, 2009    | Atlanta             | United States        | Philips Arena                               |                 |
| 23 de Agosto, 2009    | Lexington           | United States        | Rupp Arena                                  |                 |
| 25 de Agosto, 2009    | Nashville           | United States        | Sommet Center                               |                 |
| 26 de Agosto, 2009    | Columbus            | United States        | Nationwide Arena                            |                 |
| 27 de Agosto, 2009    | Cleveland           | United States        | Quicken Loans Arena                         |                 |
| 29 de Agosto, 2009    | Montreal            | Canada               | Bell Centre                                 |                 |
| 30 de Agosto, 2009    | Toronto             | Canada               | Rogers Centre                               |                 |
| 31 de Agosto, 2009    | Ottawa              | Canada               | Scotiabank Place                            |                 |
| 9 de Outubro, 2009    | Uncasville          | United States        | Mohegan Sun Arena                           |                 |
| Caribe Pt. 1          |                     |                      |                                             |                 |
| 25 de Outubro, 2009   | Santo Domingo       | República Dominicana | Estadio Olímpico Félix Sánchez              |                 |
| América do Sul Pt.2   |                     |                      |                                             |                 |
| 27 de Outubro, 2009   | Caracas             | Venezuela            | Hipodromo La Rinconada                      |                 |
| América Central       |                     |                      |                                             |                 |
| 28 de Outubro, 2009   | Panama City         | Panamá               | Figali Convention Center                    |                 |
| América do Norte Pt.2 |                     |                      |                                             |                 |
| October 30, 2009      | Guadalajara         | México               | Estadio 3 de Marzo                          |                 |
| 31 de Outubro, 2009   | Cidade do México    | México               | Foro Sol                                    |                 |
| Europa Pt.2           |                     |                      |                                             |                 |
| 3 de Novembro, 2009   | Milan               | Itália               | Mediolanum Forum                            |                 |
| 4 de Novembro, 2009   | Pesaro              | Itália               | Adriatic Arena                              |                 |
| 6 de Novembro, 2009   | Turin               | Itália               | Palasport Olimpico                          |                 |
| 7 de Novembro, 2009   | Zurique             | Suíça                | Hallenstadion                               |                 |
| 10 de Novembro, 2009  | Bilbao              | Espanha              | Bizkaia Arena                               |                 |
| 11 de Novembro, 2009  | Madrid              | Espanha              | Palacio de Deportes                         |                 |
| 13 de Novembro, 2009  | Rotterdam           | Holanda              | Ahoy                                        |                 |
| 14 de Novembro, 2009  | Antwerp             | Bélgica              | Sportpaleis Merksem                         |                 |
| 15 de Novembro, 2009  | Koln                | Alemanha             | Palladium                                   |                 |
| 17 de Novembro, 2009  | Birmingham          | Inglaterra           | LG Arena                                    |                 |
| 18 de Novembro, 2009  | Newcastle upon Tyne | Inglaterra           | Metro Radio Arena                           |                 |
| 20 de Novembro, 2009  | London              | Inglaterra           | Wembley Arena                               |                 |
| 21 de Novembro, 2009  | London              | Inglaterra           | Wembley Arena                               |                 |
| 22 de Novembro, 2009  | Manchester          | Inglaterra           | MEN Arena                                   |                 |
| 24 de Novembro, 2009  | Dublin              | Irlanda              | The O2                                      |                 |
| 26 de Novembro, 2009  | Paris               | França               | Bercy                                       |                 |
| Caribe Pt. 2          |                     |                      |                                             |                 |
| 13 de Dezembro, 2009  | San Juan            | Puerto Rico          | Coliseo de Puerto Rico, José Miguel Agrelot |                 |